# Lauenhain-Tanneberg
Lauenhain-Tanneberg was tussen 1994 en 1999 een gemeente in de Duitse deelstaat Saksen. De gemeente maakte deel uit van het toenmalige landkreis Mitweida.

## Geografie
De gemeente Lauenhain-Tanneberg lag ten noorden van de stad Mittweida in het heuvelgebied in centraal Saksen. Langs de voormalige gemeente loopt de Zschopau, die hier door de stuwdam Talsperre Kriebstein een stuwmeer vormt.
Buurgemeenten
De buurgemeenten van Lauenhain-Tanneberg waren Crossen in het noordwesten, Beerwalde in het noorden, Höfchen in het noordoosten, Erlau in het oosten, Mittweida in het zuiden en Ringethal in het zuidoosten.

## Geschiedenis
In 1994 werd er in geheel Saksen een gemeentelijke herindeling doorgevoerd. Daarbij werden de gemeenten Lauenhain en Tanneberg samengevoegd tot de gemeente Lauenhain-Tanneberg.
Vijf jaren later werd er in Saksen opnieuw een landelijke herindeling doorgevoerd. Op 1 januari 1999 werd Lauenhain-Tanneberg deel van de stad Mittweida. Lauenhain en Tannenberg werden aparte Ortsteile en kregen ieder een Ortschaftsverfassung (statuut) en een Ortschaftsrat (bestuur).

## Weblinks
- Lauenhain-Tanneberg in het historische Saksische gemeenteregister